# Saphenophis
Saphenophis es un género de serpientes de la subfamilia Dipsadinae. Sus especies se distribuyen por la zona andina de Colombia y Ecuador.

## Especies
Se reconocen las siguientes:
- Saphenophis antioquiensis (Dunn, 1943)
- Saphenophis atahuallpae (Steindachner, 1901)
- Saphenophis boursieri (Jan, 1867)
- Saphenophis sneiderni Myers, 1973
- Saphenophis tristriatus (Rendahl & Vestergren, 1941)